# Lijst van golfsters met de meeste zeges op de Ladies European Tour
Deze lijst van golfsters met de meeste zeges op de Ladies European Tour geeft een overzicht weer van golfsters die tijdens hun golfcarrière meer dan 10 golftoernooien wonnen op de Ladies European Tour. De Engelse Laura Davies voert het lijst aan met 45 overwinningen.
| Orde | Naam                   | Land      | Aantal | Info                               |
| ---- | ---------------------- | --------- | ------ | ---------------------------------- |
| 1    | Laura Davies           | Engeland  | 45     | Lid van de World Golf Hall of Fame |
| 2    | Dale Reid              | Schotland | 21     |                                    |
| 3    | Marie-Laure de Lorenzi | Frankrijk | 19     |                                    |
| 3    | Trish Johnson          | Engeland  | 19     |                                    |
| 5    | Annika Sörenstam       | Zweden    | 17     | Lid van de World Golf Hall of Fame |
| 6    | Sophie Gustafson       | Zweden    | 16     |                                    |
| 7    | Catherine Panton-Lewis | Schotland | 14     |                                    |
| 7    | Gwladys Nocera         | Frankrijk | 14     |                                    |
| 9    | Corinne Dibnah         | Australië | 13     |                                    |
| 10   | Alison Nicholas        | Engeland  | 12     |                                    |
| 11   | Liselotte Neumann      | Zweden    | 11     |                                    |
| 11   | Helen Alfredsson       | Zweden    | 11     |                                    |
| 13   | Jenny Lee Smith        | Engeland  | 10     |                                    |
| 13   | Karen Lunn             | Australië | 10     |                                    |